# Next Gen ATP Finals 2022
Next Gen ATP Finals 2022 er en tennisturnering, der bliver spillet indendørs på hardcourtbaner i Allianz Cloud Arena i Milano, Italien i perioden 8. november - 12. november 2022. Det er den femte udgave af Next Gen ATP Finals siden den første turnering i 2017, og turneringen bliver afviklet under navnet Intesa Sanpaolo Next Gen ATP Finals på grund af et sponsorat fra banken Intesa Sanpaolo. Det er den sæsonafsluttede turnering for spillere op til 21 år på ATP Tour 2022.
Turneringen blev vundet af Brandon Nakashima, som i finalen besejrede Jiří Lehečka med 4-3(5), 4-3(6), 4-2, og som dermed vandt titlen for første gang.

## Præmier
Den samlede præmiesum for Next Gen ATP Finals 2022 androg $ 1.400.000, hvilket var en stigning på $ 100.000 i forhold til året før.

## Herresingle

### Deltagere
Herresingleturneringen havde deltagelse af otte spillere. Følgende spillere havde kvalificeret sig til mesterskabet:
| Spiller           | Kvalifikationsdato | Ref. | Kommentar                                                 |
| ----------------- | ------------------ | ---- | --------------------------------------------------------- |
| Carlos Alcaraz    | 30. september 2022 |      | Meldte afbud for i stedet at deltage ved ATP Finals 2022. |
| Jannik Sinner     | 30. september 2022 |      | Meldte afbud.                                             |
| Lorenzo Musetti   | 30. september 2022 |      |                                                           |
| Holger Rune       | 30. september 2022 |      | Meldte afbud.                                             |
| Jack Draper       | 19. oktober 2022   |      |                                                           |
| Brandon Nakashima | 23. oktober 2022   |      |                                                           |
| Jiří Lehečka      | 23. oktober 2022   |      |                                                           |
| Tseng Chun-Hsin   | 25. oktober 2022   |      |                                                           |
| Francesco Passaro | 27. oktober 2022   |      |                                                           |
| Dominic Stricker  | 27. oktober 2022   |      |                                                           |
| Matteo Arnaldi    | 6. november 2022   |      |                                                           |

### Grupper
Spillerne blev ved lodtrækning inddelt i to grupper, således at 1.- og 2.-seedet kom i hver sin gruppe, 3.- og 4.-seedet kom i hver sin gruppe osv.
| Grøn gruppe            | Rød gruppe           |
| ---------------------- | -------------------- |
| Matteo Arnaldi [9/Alt] | Lorenzo Musetti [2]  |
| Brandon Nakashima [4]  | Jack Draper [3]      |
| Jiří Lehečka [5]       | Tseng Chun-Hsin [6]  |
| Francesco Passaro [8]  | Dominic Stricker [7] |

### Gruppespil

#### Grøn gruppe
| Dato         | Vinder            | Taber             | Resultat                            |
| ------------ | ----------------- | ----------------- | ----------------------------------- |
| 8. november  | Brandon Nakashima | Francesco Passaro | 4–3(4), 4–2, 4–1                    |
| 8. november  | Jiří Lehečka      | Matteo Arnaldi    | 4–3(5), 4–1, 4–3(4)                 |
| 9. november  | Brandon Nakashima | Jiří Lehečka      | 4–1, 4–3(2), 4–2                    |
| 9. november  | Francesco Passaro | Matteo Arnaldi    | 4–3(7), 2–4, 3–4(4), 4–3(4), 4–3(8) |
| 10. november | Brandon Nakashima | Matteo Arnaldi    | 2–4, 4–3(7), 4–3(4), 3–4(4), 4–2    |
| 10. november | Jiří Lehečka      | Francesco Passaro | 4–1, 4–3(7), 4–1                    |

| Spillere               | Kampe (V-T) | Sæt (V-T)     | Partier (V-T)   |
| ---------------------- | ----------- | ------------- | --------------- |
| Brandon Nakashima [4]  | 3–0         | 9–2 (81,82 %) | 41–28 (59,42 %) |
| Jiří Lehečka [5]       | 2–1         | 6–3 (66,67 %) | 30–24 (55,56 %) |
| Francesco Passaro [8]  | 1–2         | 3–8 (27,27 %) | 28–41 (40,58 %) |
| Matteo Arnaldi [9/Alt] | 0–3         | 4–9 (30,77 %) | 40–46 (46,51 %) |

#### Rød gruppe
| Dato         | Vinder           | Taber           | Resultat                               |
| ------------ | ---------------- | --------------- | -------------------------------------- |
| 8. november  | Jack Draper      | Lorenzo Musetti | 4–1, 4–0, 4–3(3)                       |
| 8. november  | Dominic Stricker | Tseng Chun-Hsin | 4–2, 4–1, 4–2                          |
| 9. november  | Dominic Stricker | Lorenzo Musetti | 4–3(5), 4–3(6), 3–4(7), 3–4(6), 4–3(3) |
| 9. november  | Jack Draper      | Tseng Chun-Hsin | 1–4, 4–2, 4–3(2), 4–2                  |
| 10. november | Lorenzo Musetti  | Tseng Chun-Hsin | 4–2, 4–2, 4–2                          |
| 10. november | Dominic Stricker | Jack Draper     | 4–3(5), 4–3(5), 4–3(5)                 |

| Spillere             | Kampe (V-T) | Sæt (V-T)     | Partier (V-T)   |
| -------------------- | ----------- | ------------- | --------------- |
| Dominic Stricker [7] | 3–0         | 9–2 (81,82 %) | 42–31 (57,53 %) |
| Jack Draper [3]      | 2–1         | 6–4 (60 %)    | 34–27 (55,74 %) |
| Lorenzo Musetti [2]  | 1–2         | 5–6 (45,45 %) | 33–36 (47,83 %) |
| Tseng Chun-Hsin [6]  | 0–3         | 1–9 (10 %)    | 22–37 (37,29 %) |

### Semifinaler og finale
| Semifinaler | Semifinaler       | Semifinaler | Semifinaler | Semifinaler | Semifinaler | Semifinaler |  |   | Finale       | Finale            | Finale | Finale | Finale | Finale | Finale |
|             |                   |             |             |             |             |             |  |   |              |                   |        |        |        |        |        |
| 4           | Brandon Nakashima | 4           | 1           | 4           | 4           |             |  |   |              |                   |        |        |        |        |        |
| 3           | Jack Draper       | 3           | 4           | 2           | 3           |             |  |   | 4            | Brandon Nakashima | 4      | 4      | 4      |        |        |
| 7           | Dominic Stricker  | 1           | 3           | 4           | 1           |             |  | 5 | Jiří Lehečka | 3                 | 3      | 2      |        |        |        |
| 5           | Jiří Lehečka      | 4           | 4           | 2           | 4           |             |  |   |              |                   |        |        |        |        |        |